# It's Too Late to Stop Now
It's Too Late to Stop Now je koncertní album irského rockového zpěváka Van Morrisona, nahrané v roce 1973 a vydané o rok později u Warner Bros. Records. Album produkoval Ted Templeman.

## Seznam skladeb
Všechny skladby napsal Van Morrison, pokud není uvedeno jinak.
| Strana 1 | Strana 1                 | Strana 1                     | Strana 1 |
| Pořadí   | Název                    | Autor                        | Délka    |
| -------- | ------------------------ | ---------------------------- | -------- |
| 1.       | Ain't Nothin' You Can Do | Deadric Malone, Joseph Scott | 3:44     |
| 2.       | Warm Love                |                              | 3:04     |
| 3.       | Into the Mystic          |                              | 4:33     |
| 4.       | These Dreams of You      |                              | 3:37     |
| 5.       | I Believe to My Soul     | Ray Charles                  | 4:09     |

| Strana 2 | Strana 2                        | Strana 2                                       | Strana 2 |
| Pořadí   | Název                           | Autor                                          | Délka    |
| -------- | ------------------------------- | ---------------------------------------------- | -------- |
| 1.       | I've Been Working               |                                                | 3:56     |
| 2.       | Help Me                         | Sonny Boy Williamson, Ralph Bass, Willie Dixon | 3:25     |
| 3.       | Wild Children                   |                                                | 5:04     |
| 4.       | Domino                          |                                                | 4:48     |
| 5.       | I Just Want to Make Love to You | Dixon                                          | 5:16     |

| Strana 3 | Strana 3                        | Strana 3   | Strana 3 |
| Pořadí   | Název                           | Autor      | Délka    |
| -------- | ------------------------------- | ---------- | -------- |
| 1.       | Bring It On Home to Me          | Sam Cooke  | 4:42     |
| 2.       | Saint Dominic's Preview         |            | 6:18     |
| 3.       | Take Your Hand Out of My Pocket | Williamson | 4:04     |
| 4.       | Listen to the Lion              |            | 8:43     |

| Strana 4 | Strana 4             | Strana 4   | Strana 4 |
| Pořadí   | Název                | Autor      | Délka    |
| -------- | -------------------- | ---------- | -------- |
| 1.       | Here Comes the Night | Bert Berns | 3:14     |
| 2.       | Gloria               |            | 4:16     |
| 3.       | Caravan              |            | 9:20     |
| 4.       | Cyprus Avenue        |            | 10:20    |

## Sestava
- Van Morrison – zpěv
- Teressa „Terry“ Adams – violoncello
- Bill Atwood – trubka, doprovodný zpěv
- Nancy Ellis – viola
- Tom Halpin – housle
- David Hayes – baskytara, doprovodný zpěv
- Tim Kovatch – housle
- Jef Labes – piáno, varhany
- John Platania – kytara, doprovodný zpěv
- Nathan Rubin – housle
- Jack Schroer – alt, tenor a baryton saxofon, tamburína, doprovodný zpěv
- Dahaud Shaar (David Shaw) – bicí, doprovodný zpěv